# Шахматисты (картина Норткота)
Шахматисты (англ. Chess Players) — картина английского художника, искусствоведа и мемуариста Джеймса Норткота (англ. James Northcote, 1746—1831), находится в коллекции Вустерского музея искусств, Вустер, штат Массачусетс.

## История картины

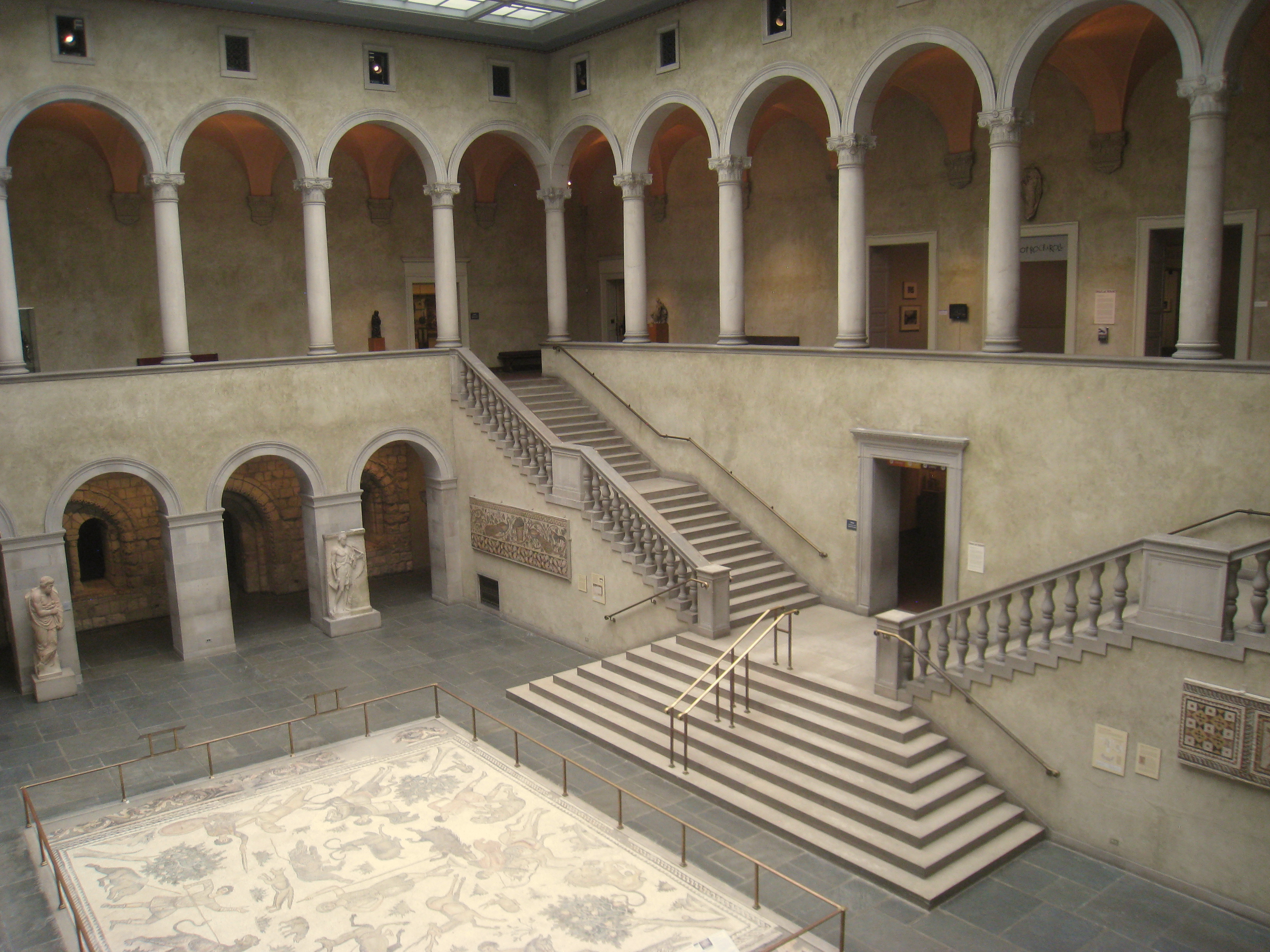
Вустерский музей искусств, где хранится картина

Картина создана в 1807 году Джеймсом Норткотом (англ. James Northcote, 1746—1831), членом британской Королевской академии искусств (иногда называется в качестве даты создания полотна 1831 год). Искусствовед Джейком Саймон ссылается на документы, свидетельствующие о приобретении картины у художника мистером Джаном Плоуденом 21 января 1809 года за 61 фунт стерлингов. Историк шахмат Билл Уолл датировал её 1800 годом, а искусствовед Никас Сфикас относит её создание к 1806 году. Техника — холст, масло. Размер — 106,7 на 144,8 сантиметров.
В настоящее время картина находится в коллекции Вустерского музея искусств, Вустер, штат Массачусетс. Она была передана музею в дар от Джанет Б. Дэниелс в память Брюса Годдарда Дэниелса. Инвентарный номер 2005.71. Чемпионка мира по шахматам гроссмейстер Александра Костенюк заинтересовалась сюжетом картины, она разместила сообщение о ней в своём личном блоге на английском языке, что привлекло к ней внимание широкой аудитории.

## Гипотезы в отношении сюжета картины
|   | a | b | c | d | e | f | g | h |   |
| - | --- | --- | --- | --- | --- | --- | --- | --- | - |
| 8 | e8 чёрная ладья · a7 чёрная пешка · b7 чёрная пешка · g7 чёрная пешка · b6 чёрный слон · c6 чёрная пешка · g5 белая пешка · h5 чёрная пешка · a4 белая пешка · b4 белая пешка · d4 белый конь · g4 чёрный король · h4 чёрный конь · b3 чёрная ладья · c3 белая пешка · d3 белая ладья · d1 белая ладья · g1 белый король | e8 чёрная ладья · a7 чёрная пешка · b7 чёрная пешка · g7 чёрная пешка · b6 чёрный слон · c6 чёрная пешка · g5 белая пешка · h5 чёрная пешка · a4 белая пешка · b4 белая пешка · d4 белый конь · g4 чёрный король · h4 чёрный конь · b3 чёрная ладья · c3 белая пешка · d3 белая ладья · d1 белая ладья · g1 белый король | e8 чёрная ладья · a7 чёрная пешка · b7 чёрная пешка · g7 чёрная пешка · b6 чёрный слон · c6 чёрная пешка · g5 белая пешка · h5 чёрная пешка · a4 белая пешка · b4 белая пешка · d4 белый конь · g4 чёрный король · h4 чёрный конь · b3 чёрная ладья · c3 белая пешка · d3 белая ладья · d1 белая ладья · g1 белый король | e8 чёрная ладья · a7 чёрная пешка · b7 чёрная пешка · g7 чёрная пешка · b6 чёрный слон · c6 чёрная пешка · g5 белая пешка · h5 чёрная пешка · a4 белая пешка · b4 белая пешка · d4 белый конь · g4 чёрный король · h4 чёрный конь · b3 чёрная ладья · c3 белая пешка · d3 белая ладья · d1 белая ладья · g1 белый король | e8 чёрная ладья · a7 чёрная пешка · b7 чёрная пешка · g7 чёрная пешка · b6 чёрный слон · c6 чёрная пешка · g5 белая пешка · h5 чёрная пешка · a4 белая пешка · b4 белая пешка · d4 белый конь · g4 чёрный король · h4 чёрный конь · b3 чёрная ладья · c3 белая пешка · d3 белая ладья · d1 белая ладья · g1 белый король | e8 чёрная ладья · a7 чёрная пешка · b7 чёрная пешка · g7 чёрная пешка · b6 чёрный слон · c6 чёрная пешка · g5 белая пешка · h5 чёрная пешка · a4 белая пешка · b4 белая пешка · d4 белый конь · g4 чёрный король · h4 чёрный конь · b3 чёрная ладья · c3 белая пешка · d3 белая ладья · d1 белая ладья · g1 белый король | e8 чёрная ладья · a7 чёрная пешка · b7 чёрная пешка · g7 чёрная пешка · b6 чёрный слон · c6 чёрная пешка · g5 белая пешка · h5 чёрная пешка · a4 белая пешка · b4 белая пешка · d4 белый конь · g4 чёрный король · h4 чёрный конь · b3 чёрная ладья · c3 белая пешка · d3 белая ладья · d1 белая ладья · g1 белый король | e8 чёрная ладья · a7 чёрная пешка · b7 чёрная пешка · g7 чёрная пешка · b6 чёрный слон · c6 чёрная пешка · g5 белая пешка · h5 чёрная пешка · a4 белая пешка · b4 белая пешка · d4 белый конь · g4 чёрный король · h4 чёрный конь · b3 чёрная ладья · c3 белая пешка · d3 белая ладья · d1 белая ладья · g1 белый король | 8 |
| 7 | e8 чёрная ладья · a7 чёрная пешка · b7 чёрная пешка · g7 чёрная пешка · b6 чёрный слон · c6 чёрная пешка · g5 белая пешка · h5 чёрная пешка · a4 белая пешка · b4 белая пешка · d4 белый конь · g4 чёрный король · h4 чёрный конь · b3 чёрная ладья · c3 белая пешка · d3 белая ладья · d1 белая ладья · g1 белый король | e8 чёрная ладья · a7 чёрная пешка · b7 чёрная пешка · g7 чёрная пешка · b6 чёрный слон · c6 чёрная пешка · g5 белая пешка · h5 чёрная пешка · a4 белая пешка · b4 белая пешка · d4 белый конь · g4 чёрный король · h4 чёрный конь · b3 чёрная ладья · c3 белая пешка · d3 белая ладья · d1 белая ладья · g1 белый король | e8 чёрная ладья · a7 чёрная пешка · b7 чёрная пешка · g7 чёрная пешка · b6 чёрный слон · c6 чёрная пешка · g5 белая пешка · h5 чёрная пешка · a4 белая пешка · b4 белая пешка · d4 белый конь · g4 чёрный король · h4 чёрный конь · b3 чёрная ладья · c3 белая пешка · d3 белая ладья · d1 белая ладья · g1 белый король | e8 чёрная ладья · a7 чёрная пешка · b7 чёрная пешка · g7 чёрная пешка · b6 чёрный слон · c6 чёрная пешка · g5 белая пешка · h5 чёрная пешка · a4 белая пешка · b4 белая пешка · d4 белый конь · g4 чёрный король · h4 чёрный конь · b3 чёрная ладья · c3 белая пешка · d3 белая ладья · d1 белая ладья · g1 белый король | e8 чёрная ладья · a7 чёрная пешка · b7 чёрная пешка · g7 чёрная пешка · b6 чёрный слон · c6 чёрная пешка · g5 белая пешка · h5 чёрная пешка · a4 белая пешка · b4 белая пешка · d4 белый конь · g4 чёрный король · h4 чёрный конь · b3 чёрная ладья · c3 белая пешка · d3 белая ладья · d1 белая ладья · g1 белый король | e8 чёрная ладья · a7 чёрная пешка · b7 чёрная пешка · g7 чёрная пешка · b6 чёрный слон · c6 чёрная пешка · g5 белая пешка · h5 чёрная пешка · a4 белая пешка · b4 белая пешка · d4 белый конь · g4 чёрный король · h4 чёрный конь · b3 чёрная ладья · c3 белая пешка · d3 белая ладья · d1 белая ладья · g1 белый король | e8 чёрная ладья · a7 чёрная пешка · b7 чёрная пешка · g7 чёрная пешка · b6 чёрный слон · c6 чёрная пешка · g5 белая пешка · h5 чёрная пешка · a4 белая пешка · b4 белая пешка · d4 белый конь · g4 чёрный король · h4 чёрный конь · b3 чёрная ладья · c3 белая пешка · d3 белая ладья · d1 белая ладья · g1 белый король | e8 чёрная ладья · a7 чёрная пешка · b7 чёрная пешка · g7 чёрная пешка · b6 чёрный слон · c6 чёрная пешка · g5 белая пешка · h5 чёрная пешка · a4 белая пешка · b4 белая пешка · d4 белый конь · g4 чёрный король · h4 чёрный конь · b3 чёрная ладья · c3 белая пешка · d3 белая ладья · d1 белая ладья · g1 белый король | 7 |
| 6 | e8 чёрная ладья · a7 чёрная пешка · b7 чёрная пешка · g7 чёрная пешка · b6 чёрный слон · c6 чёрная пешка · g5 белая пешка · h5 чёрная пешка · a4 белая пешка · b4 белая пешка · d4 белый конь · g4 чёрный король · h4 чёрный конь · b3 чёрная ладья · c3 белая пешка · d3 белая ладья · d1 белая ладья · g1 белый король | e8 чёрная ладья · a7 чёрная пешка · b7 чёрная пешка · g7 чёрная пешка · b6 чёрный слон · c6 чёрная пешка · g5 белая пешка · h5 чёрная пешка · a4 белая пешка · b4 белая пешка · d4 белый конь · g4 чёрный король · h4 чёрный конь · b3 чёрная ладья · c3 белая пешка · d3 белая ладья · d1 белая ладья · g1 белый король | e8 чёрная ладья · a7 чёрная пешка · b7 чёрная пешка · g7 чёрная пешка · b6 чёрный слон · c6 чёрная пешка · g5 белая пешка · h5 чёрная пешка · a4 белая пешка · b4 белая пешка · d4 белый конь · g4 чёрный король · h4 чёрный конь · b3 чёрная ладья · c3 белая пешка · d3 белая ладья · d1 белая ладья · g1 белый король | e8 чёрная ладья · a7 чёрная пешка · b7 чёрная пешка · g7 чёрная пешка · b6 чёрный слон · c6 чёрная пешка · g5 белая пешка · h5 чёрная пешка · a4 белая пешка · b4 белая пешка · d4 белый конь · g4 чёрный король · h4 чёрный конь · b3 чёрная ладья · c3 белая пешка · d3 белая ладья · d1 белая ладья · g1 белый король | e8 чёрная ладья · a7 чёрная пешка · b7 чёрная пешка · g7 чёрная пешка · b6 чёрный слон · c6 чёрная пешка · g5 белая пешка · h5 чёрная пешка · a4 белая пешка · b4 белая пешка · d4 белый конь · g4 чёрный король · h4 чёрный конь · b3 чёрная ладья · c3 белая пешка · d3 белая ладья · d1 белая ладья · g1 белый король | e8 чёрная ладья · a7 чёрная пешка · b7 чёрная пешка · g7 чёрная пешка · b6 чёрный слон · c6 чёрная пешка · g5 белая пешка · h5 чёрная пешка · a4 белая пешка · b4 белая пешка · d4 белый конь · g4 чёрный король · h4 чёрный конь · b3 чёрная ладья · c3 белая пешка · d3 белая ладья · d1 белая ладья · g1 белый король | e8 чёрная ладья · a7 чёрная пешка · b7 чёрная пешка · g7 чёрная пешка · b6 чёрный слон · c6 чёрная пешка · g5 белая пешка · h5 чёрная пешка · a4 белая пешка · b4 белая пешка · d4 белый конь · g4 чёрный король · h4 чёрный конь · b3 чёрная ладья · c3 белая пешка · d3 белая ладья · d1 белая ладья · g1 белый король | e8 чёрная ладья · a7 чёрная пешка · b7 чёрная пешка · g7 чёрная пешка · b6 чёрный слон · c6 чёрная пешка · g5 белая пешка · h5 чёрная пешка · a4 белая пешка · b4 белая пешка · d4 белый конь · g4 чёрный король · h4 чёрный конь · b3 чёрная ладья · c3 белая пешка · d3 белая ладья · d1 белая ладья · g1 белый король | 6 |
| 5 | e8 чёрная ладья · a7 чёрная пешка · b7 чёрная пешка · g7 чёрная пешка · b6 чёрный слон · c6 чёрная пешка · g5 белая пешка · h5 чёрная пешка · a4 белая пешка · b4 белая пешка · d4 белый конь · g4 чёрный король · h4 чёрный конь · b3 чёрная ладья · c3 белая пешка · d3 белая ладья · d1 белая ладья · g1 белый король | e8 чёрная ладья · a7 чёрная пешка · b7 чёрная пешка · g7 чёрная пешка · b6 чёрный слон · c6 чёрная пешка · g5 белая пешка · h5 чёрная пешка · a4 белая пешка · b4 белая пешка · d4 белый конь · g4 чёрный король · h4 чёрный конь · b3 чёрная ладья · c3 белая пешка · d3 белая ладья · d1 белая ладья · g1 белый король | e8 чёрная ладья · a7 чёрная пешка · b7 чёрная пешка · g7 чёрная пешка · b6 чёрный слон · c6 чёрная пешка · g5 белая пешка · h5 чёрная пешка · a4 белая пешка · b4 белая пешка · d4 белый конь · g4 чёрный король · h4 чёрный конь · b3 чёрная ладья · c3 белая пешка · d3 белая ладья · d1 белая ладья · g1 белый король | e8 чёрная ладья · a7 чёрная пешка · b7 чёрная пешка · g7 чёрная пешка · b6 чёрный слон · c6 чёрная пешка · g5 белая пешка · h5 чёрная пешка · a4 белая пешка · b4 белая пешка · d4 белый конь · g4 чёрный король · h4 чёрный конь · b3 чёрная ладья · c3 белая пешка · d3 белая ладья · d1 белая ладья · g1 белый король | e8 чёрная ладья · a7 чёрная пешка · b7 чёрная пешка · g7 чёрная пешка · b6 чёрный слон · c6 чёрная пешка · g5 белая пешка · h5 чёрная пешка · a4 белая пешка · b4 белая пешка · d4 белый конь · g4 чёрный король · h4 чёрный конь · b3 чёрная ладья · c3 белая пешка · d3 белая ладья · d1 белая ладья · g1 белый король | e8 чёрная ладья · a7 чёрная пешка · b7 чёрная пешка · g7 чёрная пешка · b6 чёрный слон · c6 чёрная пешка · g5 белая пешка · h5 чёрная пешка · a4 белая пешка · b4 белая пешка · d4 белый конь · g4 чёрный король · h4 чёрный конь · b3 чёрная ладья · c3 белая пешка · d3 белая ладья · d1 белая ладья · g1 белый король | e8 чёрная ладья · a7 чёрная пешка · b7 чёрная пешка · g7 чёрная пешка · b6 чёрный слон · c6 чёрная пешка · g5 белая пешка · h5 чёрная пешка · a4 белая пешка · b4 белая пешка · d4 белый конь · g4 чёрный король · h4 чёрный конь · b3 чёрная ладья · c3 белая пешка · d3 белая ладья · d1 белая ладья · g1 белый король | e8 чёрная ладья · a7 чёрная пешка · b7 чёрная пешка · g7 чёрная пешка · b6 чёрный слон · c6 чёрная пешка · g5 белая пешка · h5 чёрная пешка · a4 белая пешка · b4 белая пешка · d4 белый конь · g4 чёрный король · h4 чёрный конь · b3 чёрная ладья · c3 белая пешка · d3 белая ладья · d1 белая ладья · g1 белый король | 5 |
| 4 | e8 чёрная ладья · a7 чёрная пешка · b7 чёрная пешка · g7 чёрная пешка · b6 чёрный слон · c6 чёрная пешка · g5 белая пешка · h5 чёрная пешка · a4 белая пешка · b4 белая пешка · d4 белый конь · g4 чёрный король · h4 чёрный конь · b3 чёрная ладья · c3 белая пешка · d3 белая ладья · d1 белая ладья · g1 белый король | e8 чёрная ладья · a7 чёрная пешка · b7 чёрная пешка · g7 чёрная пешка · b6 чёрный слон · c6 чёрная пешка · g5 белая пешка · h5 чёрная пешка · a4 белая пешка · b4 белая пешка · d4 белый конь · g4 чёрный король · h4 чёрный конь · b3 чёрная ладья · c3 белая пешка · d3 белая ладья · d1 белая ладья · g1 белый король | e8 чёрная ладья · a7 чёрная пешка · b7 чёрная пешка · g7 чёрная пешка · b6 чёрный слон · c6 чёрная пешка · g5 белая пешка · h5 чёрная пешка · a4 белая пешка · b4 белая пешка · d4 белый конь · g4 чёрный король · h4 чёрный конь · b3 чёрная ладья · c3 белая пешка · d3 белая ладья · d1 белая ладья · g1 белый король | e8 чёрная ладья · a7 чёрная пешка · b7 чёрная пешка · g7 чёрная пешка · b6 чёрный слон · c6 чёрная пешка · g5 белая пешка · h5 чёрная пешка · a4 белая пешка · b4 белая пешка · d4 белый конь · g4 чёрный король · h4 чёрный конь · b3 чёрная ладья · c3 белая пешка · d3 белая ладья · d1 белая ладья · g1 белый король | e8 чёрная ладья · a7 чёрная пешка · b7 чёрная пешка · g7 чёрная пешка · b6 чёрный слон · c6 чёрная пешка · g5 белая пешка · h5 чёрная пешка · a4 белая пешка · b4 белая пешка · d4 белый конь · g4 чёрный король · h4 чёрный конь · b3 чёрная ладья · c3 белая пешка · d3 белая ладья · d1 белая ладья · g1 белый король | e8 чёрная ладья · a7 чёрная пешка · b7 чёрная пешка · g7 чёрная пешка · b6 чёрный слон · c6 чёрная пешка · g5 белая пешка · h5 чёрная пешка · a4 белая пешка · b4 белая пешка · d4 белый конь · g4 чёрный король · h4 чёрный конь · b3 чёрная ладья · c3 белая пешка · d3 белая ладья · d1 белая ладья · g1 белый король | e8 чёрная ладья · a7 чёрная пешка · b7 чёрная пешка · g7 чёрная пешка · b6 чёрный слон · c6 чёрная пешка · g5 белая пешка · h5 чёрная пешка · a4 белая пешка · b4 белая пешка · d4 белый конь · g4 чёрный король · h4 чёрный конь · b3 чёрная ладья · c3 белая пешка · d3 белая ладья · d1 белая ладья · g1 белый король | e8 чёрная ладья · a7 чёрная пешка · b7 чёрная пешка · g7 чёрная пешка · b6 чёрный слон · c6 чёрная пешка · g5 белая пешка · h5 чёрная пешка · a4 белая пешка · b4 белая пешка · d4 белый конь · g4 чёрный король · h4 чёрный конь · b3 чёрная ладья · c3 белая пешка · d3 белая ладья · d1 белая ладья · g1 белый король | 4 |
| 3 | e8 чёрная ладья · a7 чёрная пешка · b7 чёрная пешка · g7 чёрная пешка · b6 чёрный слон · c6 чёрная пешка · g5 белая пешка · h5 чёрная пешка · a4 белая пешка · b4 белая пешка · d4 белый конь · g4 чёрный король · h4 чёрный конь · b3 чёрная ладья · c3 белая пешка · d3 белая ладья · d1 белая ладья · g1 белый король | e8 чёрная ладья · a7 чёрная пешка · b7 чёрная пешка · g7 чёрная пешка · b6 чёрный слон · c6 чёрная пешка · g5 белая пешка · h5 чёрная пешка · a4 белая пешка · b4 белая пешка · d4 белый конь · g4 чёрный король · h4 чёрный конь · b3 чёрная ладья · c3 белая пешка · d3 белая ладья · d1 белая ладья · g1 белый король | e8 чёрная ладья · a7 чёрная пешка · b7 чёрная пешка · g7 чёрная пешка · b6 чёрный слон · c6 чёрная пешка · g5 белая пешка · h5 чёрная пешка · a4 белая пешка · b4 белая пешка · d4 белый конь · g4 чёрный король · h4 чёрный конь · b3 чёрная ладья · c3 белая пешка · d3 белая ладья · d1 белая ладья · g1 белый король | e8 чёрная ладья · a7 чёрная пешка · b7 чёрная пешка · g7 чёрная пешка · b6 чёрный слон · c6 чёрная пешка · g5 белая пешка · h5 чёрная пешка · a4 белая пешка · b4 белая пешка · d4 белый конь · g4 чёрный король · h4 чёрный конь · b3 чёрная ладья · c3 белая пешка · d3 белая ладья · d1 белая ладья · g1 белый король | e8 чёрная ладья · a7 чёрная пешка · b7 чёрная пешка · g7 чёрная пешка · b6 чёрный слон · c6 чёрная пешка · g5 белая пешка · h5 чёрная пешка · a4 белая пешка · b4 белая пешка · d4 белый конь · g4 чёрный король · h4 чёрный конь · b3 чёрная ладья · c3 белая пешка · d3 белая ладья · d1 белая ладья · g1 белый король | e8 чёрная ладья · a7 чёрная пешка · b7 чёрная пешка · g7 чёрная пешка · b6 чёрный слон · c6 чёрная пешка · g5 белая пешка · h5 чёрная пешка · a4 белая пешка · b4 белая пешка · d4 белый конь · g4 чёрный король · h4 чёрный конь · b3 чёрная ладья · c3 белая пешка · d3 белая ладья · d1 белая ладья · g1 белый король | e8 чёрная ладья · a7 чёрная пешка · b7 чёрная пешка · g7 чёрная пешка · b6 чёрный слон · c6 чёрная пешка · g5 белая пешка · h5 чёрная пешка · a4 белая пешка · b4 белая пешка · d4 белый конь · g4 чёрный король · h4 чёрный конь · b3 чёрная ладья · c3 белая пешка · d3 белая ладья · d1 белая ладья · g1 белый король | e8 чёрная ладья · a7 чёрная пешка · b7 чёрная пешка · g7 чёрная пешка · b6 чёрный слон · c6 чёрная пешка · g5 белая пешка · h5 чёрная пешка · a4 белая пешка · b4 белая пешка · d4 белый конь · g4 чёрный король · h4 чёрный конь · b3 чёрная ладья · c3 белая пешка · d3 белая ладья · d1 белая ладья · g1 белый король | 3 |
| 2 | e8 чёрная ладья · a7 чёрная пешка · b7 чёрная пешка · g7 чёрная пешка · b6 чёрный слон · c6 чёрная пешка · g5 белая пешка · h5 чёрная пешка · a4 белая пешка · b4 белая пешка · d4 белый конь · g4 чёрный король · h4 чёрный конь · b3 чёрная ладья · c3 белая пешка · d3 белая ладья · d1 белая ладья · g1 белый король | e8 чёрная ладья · a7 чёрная пешка · b7 чёрная пешка · g7 чёрная пешка · b6 чёрный слон · c6 чёрная пешка · g5 белая пешка · h5 чёрная пешка · a4 белая пешка · b4 белая пешка · d4 белый конь · g4 чёрный король · h4 чёрный конь · b3 чёрная ладья · c3 белая пешка · d3 белая ладья · d1 белая ладья · g1 белый король | e8 чёрная ладья · a7 чёрная пешка · b7 чёрная пешка · g7 чёрная пешка · b6 чёрный слон · c6 чёрная пешка · g5 белая пешка · h5 чёрная пешка · a4 белая пешка · b4 белая пешка · d4 белый конь · g4 чёрный король · h4 чёрный конь · b3 чёрная ладья · c3 белая пешка · d3 белая ладья · d1 белая ладья · g1 белый король | e8 чёрная ладья · a7 чёрная пешка · b7 чёрная пешка · g7 чёрная пешка · b6 чёрный слон · c6 чёрная пешка · g5 белая пешка · h5 чёрная пешка · a4 белая пешка · b4 белая пешка · d4 белый конь · g4 чёрный король · h4 чёрный конь · b3 чёрная ладья · c3 белая пешка · d3 белая ладья · d1 белая ладья · g1 белый король | e8 чёрная ладья · a7 чёрная пешка · b7 чёрная пешка · g7 чёрная пешка · b6 чёрный слон · c6 чёрная пешка · g5 белая пешка · h5 чёрная пешка · a4 белая пешка · b4 белая пешка · d4 белый конь · g4 чёрный король · h4 чёрный конь · b3 чёрная ладья · c3 белая пешка · d3 белая ладья · d1 белая ладья · g1 белый король | e8 чёрная ладья · a7 чёрная пешка · b7 чёрная пешка · g7 чёрная пешка · b6 чёрный слон · c6 чёрная пешка · g5 белая пешка · h5 чёрная пешка · a4 белая пешка · b4 белая пешка · d4 белый конь · g4 чёрный король · h4 чёрный конь · b3 чёрная ладья · c3 белая пешка · d3 белая ладья · d1 белая ладья · g1 белый король | e8 чёрная ладья · a7 чёрная пешка · b7 чёрная пешка · g7 чёрная пешка · b6 чёрный слон · c6 чёрная пешка · g5 белая пешка · h5 чёрная пешка · a4 белая пешка · b4 белая пешка · d4 белый конь · g4 чёрный король · h4 чёрный конь · b3 чёрная ладья · c3 белая пешка · d3 белая ладья · d1 белая ладья · g1 белый король | e8 чёрная ладья · a7 чёрная пешка · b7 чёрная пешка · g7 чёрная пешка · b6 чёрный слон · c6 чёрная пешка · g5 белая пешка · h5 чёрная пешка · a4 белая пешка · b4 белая пешка · d4 белый конь · g4 чёрный король · h4 чёрный конь · b3 чёрная ладья · c3 белая пешка · d3 белая ладья · d1 белая ладья · g1 белый король | 2 |
| 1 | e8 чёрная ладья · a7 чёрная пешка · b7 чёрная пешка · g7 чёрная пешка · b6 чёрный слон · c6 чёрная пешка · g5 белая пешка · h5 чёрная пешка · a4 белая пешка · b4 белая пешка · d4 белый конь · g4 чёрный король · h4 чёрный конь · b3 чёрная ладья · c3 белая пешка · d3 белая ладья · d1 белая ладья · g1 белый король | e8 чёрная ладья · a7 чёрная пешка · b7 чёрная пешка · g7 чёрная пешка · b6 чёрный слон · c6 чёрная пешка · g5 белая пешка · h5 чёрная пешка · a4 белая пешка · b4 белая пешка · d4 белый конь · g4 чёрный король · h4 чёрный конь · b3 чёрная ладья · c3 белая пешка · d3 белая ладья · d1 белая ладья · g1 белый король | e8 чёрная ладья · a7 чёрная пешка · b7 чёрная пешка · g7 чёрная пешка · b6 чёрный слон · c6 чёрная пешка · g5 белая пешка · h5 чёрная пешка · a4 белая пешка · b4 белая пешка · d4 белый конь · g4 чёрный король · h4 чёрный конь · b3 чёрная ладья · c3 белая пешка · d3 белая ладья · d1 белая ладья · g1 белый король | e8 чёрная ладья · a7 чёрная пешка · b7 чёрная пешка · g7 чёрная пешка · b6 чёрный слон · c6 чёрная пешка · g5 белая пешка · h5 чёрная пешка · a4 белая пешка · b4 белая пешка · d4 белый конь · g4 чёрный король · h4 чёрный конь · b3 чёрная ладья · c3 белая пешка · d3 белая ладья · d1 белая ладья · g1 белый король | e8 чёрная ладья · a7 чёрная пешка · b7 чёрная пешка · g7 чёрная пешка · b6 чёрный слон · c6 чёрная пешка · g5 белая пешка · h5 чёрная пешка · a4 белая пешка · b4 белая пешка · d4 белый конь · g4 чёрный король · h4 чёрный конь · b3 чёрная ладья · c3 белая пешка · d3 белая ладья · d1 белая ладья · g1 белый король | e8 чёрная ладья · a7 чёрная пешка · b7 чёрная пешка · g7 чёрная пешка · b6 чёрный слон · c6 чёрная пешка · g5 белая пешка · h5 чёрная пешка · a4 белая пешка · b4 белая пешка · d4 белый конь · g4 чёрный король · h4 чёрный конь · b3 чёрная ладья · c3 белая пешка · d3 белая ладья · d1 белая ладья · g1 белый король | e8 чёрная ладья · a7 чёрная пешка · b7 чёрная пешка · g7 чёрная пешка · b6 чёрный слон · c6 чёрная пешка · g5 белая пешка · h5 чёрная пешка · a4 белая пешка · b4 белая пешка · d4 белый конь · g4 чёрный король · h4 чёрный конь · b3 чёрная ладья · c3 белая пешка · d3 белая ладья · d1 белая ладья · g1 белый король | e8 чёрная ладья · a7 чёрная пешка · b7 чёрная пешка · g7 чёрная пешка · b6 чёрный слон · c6 чёрная пешка · g5 белая пешка · h5 чёрная пешка · a4 белая пешка · b4 белая пешка · d4 белый конь · g4 чёрный король · h4 чёрный конь · b3 чёрная ладья · c3 белая пешка · d3 белая ладья · d1 белая ладья · g1 белый король | 1 |
|   | a | b | c | d | e | f | g | h |   |

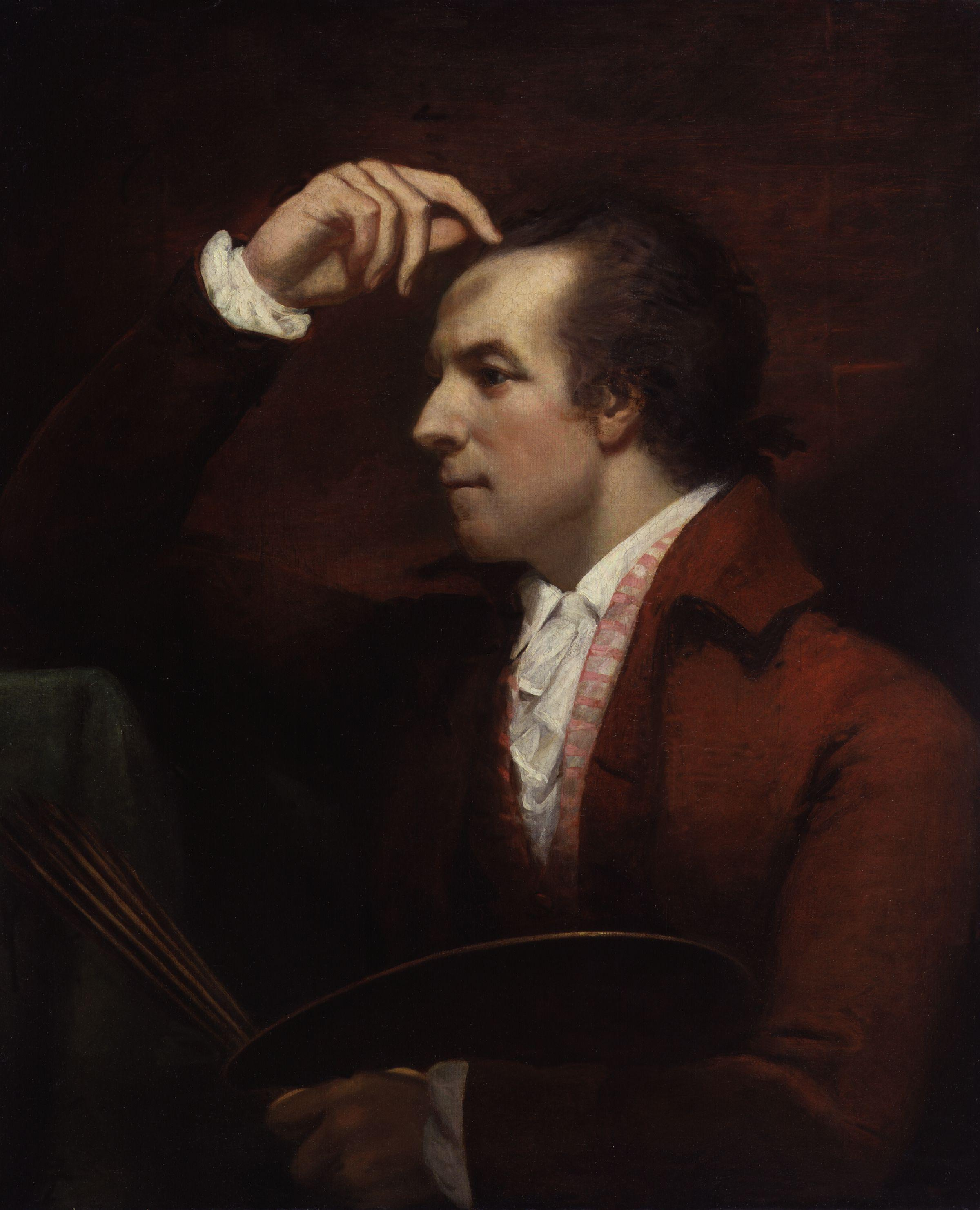
Автопортрет Джеймса Норткота, 1784

В отношении сюжета картины выдвигались различные версии:
I версия. Профессор Вустерского политехнического института Брайан Мориарти (известен как специалист по компьютерному дизайну) посвятил анализу картины одну из своих лекций. Он отмечает, что на картине изображены два хорошо одетых внешне похожих друг на друга джентльмена разного возраста, которые обдумывают расставленный на шахматной доске эндшпиль. Мальчик, также имеющий внешнее сходство с ними, стоит за одним из игроков (левым), а маленькая декоративная собачка сидит в углу.
Шахматисты не находятся в центре внимания художника. Они одеты в тёмные, неброские цвета, их фигуры растворяются в пространстве картины. Мальчик, напротив, изображён на парчовом фоне и одет в костюм золотого цвета с ажурным белым воротником. Это выглядит, по мнению искусствоведа, так, как если бы он находился под лучами прожектора. Он не проявляет никакого интереса к шахматной игре. Его внимание направлено в сторону от пространства картины. Кажется, что он смотрит прямо на зрителя. В левой руке он держит перед собой лист бумаги, покрытый непонятными символами. Его указательный палец правой руки указывает на нечто, находящееся в пределах его досягаемости: на лист бумаги или на человека рядом с ним.
По мнению Брайана Мориарти, три фигуры являются изображением трёх этапов жизни человека, они представляют одного и того же человека на разных этапах жизни. Мориарти основывает своё мнение на сходстве лиц и причёсок персонажей картины, а также на последовательности смены цвета одежды («старение»: от золота через коричневый цвет до серого). Менее вероятным он считает последовательное изображение трёх разных лиц, связанных кровным родством: сына, его отца и деда. Мальчик, по мнению искусствоведа, символизирует современность, он смотрит на зрителя. Взрослый персонаж находится перед ним, то есть обращён к будущему. Самый старый персонаж смотрит назад, в прошлое. Ему принадлежит право хода в шахматной партии, представленной на картине. Картина воспринимается Мориарти как аллегория быстрого хода времени.
В своё время художник был известен в первую очередь картинами животных. Он изображал кошек, слонов, собак и птиц… Собака была широко признанным символом благородства на картинах этого периода. Она также использовалась как символ верности, а иногда плотской похоти, но выражение благородства, по мнению Мориарти, является наиболее вероятным в контексте данной картины.
II версия. Выдвигалась гипотеза (Джан Ньютон), что третий персонаж является не юношей, а девушкой, переодетой в юношу (или которой сознательно приданы андрогинные черты), а в руке у неё не лист бумаги, а веер. В качестве доказательства приводятся следующие аргументы: причёска (по мнению исследователя, она — женская и характерна для периода Регентства 1811—1820 годов), макияж (помада на губах и румяна), кружевной воротник вместо галстука, принятого в то время у мужчин.

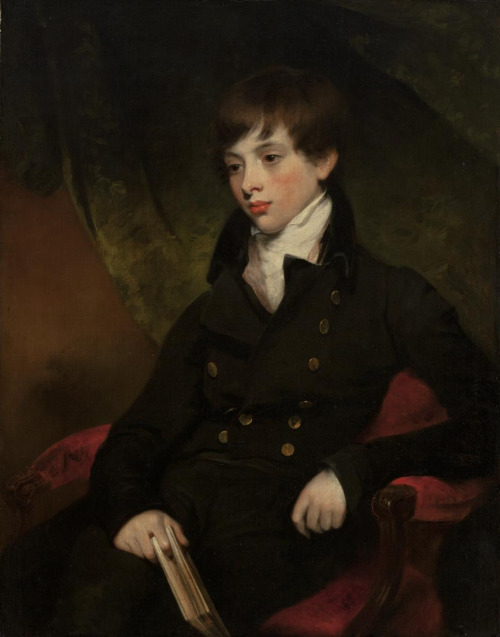
Уильям Оуэн. Тревор Плоуден. 1790-е годы

III версия. По мнению греческого искусствоведа Никаса Сфикаса, картина не является аллегорическим изображением, на ней изображены конкретные, реально существовавшие лица:
- Уильям Генри Чичели Плоуден[англ.] (21 апреля 1787 — 27 марта 1880) — английский политик. Он был управляющим Британской Ост-Индской компании. Плоуден был назначен Вторым суперинтендантом британской торговли в Китае королём Вильгельмом IV 10 декабря 1833 года, но в его отсутствие должность перешла к Джону Фрэнсису Дэвису. В 1847 году он был избран членом Лондонского королевского о́бщества по развитию знаний о природе, современники отмечают его живой интерес к науке. В 1847 году он был избран членом парламента от Ньюпорта, остров Уайт, но занимал депутатское место только в течение одного срока. Представлял консервативную партию. Он был женат дважды: в 1818 году на Кэтрин Хардинг, а после её смерти в 1827 году он снова женился в 1830 году на Джейн Аннет Кэмпбелл. Их сын Уильям Чичели Плоуден выполнял административные обязанности в Индии, как и отец становился членом парламента[9].
- Его старший брат — Тревор Джон Чичели Плоуден (4 июня 1784, Калькутта, Западная Бенгалия, Индия — 7 июля 1836, на борту корабля по пути на мыс Доброй Надежды). Работал в Ост-Индской компании. Супруга (брак был заключён 1 февраля 1808 года) — Фрэнсис Лина Эрскин (Плоуден, родилась до 1790 года). Тревор Плоуден имел четырёх детей. На могильном памятнике на кладбище Сент-Джонс в Калькутте высечено: «Памяти Тревора Джона Чичели Плоудена — ласкового мужа и отца, достойного государственного служащего и добродетельного гражданина, который в течение тридцати лет поклонялся Богу в этой церкви, этот простой памятник любви и уважения возвела его жена и дети. Родился 4 июня 1784 года, умер 7 июля 1836 года. Ты превратил мою печаль в радость. Ты снял с меня вретище и препоясал меня веселием»[10]. Сохранился его портрет кисти Уильяма Оуэна[11][12].
- Их наставник — преподобный Роберт Стивенс.

Сторонником этой точки зрения является также искусствовед Джейкоб Саймон. Он отмечает, что творчество художника было тесно связано с семьёй Плоуденов. В частности, он выполнил портрет Уильяма Генри Чичели Плоудена в 1814 году, а портрет матери братьев — Софии Плоуден с её сестрой Лукрецией (в девичестве Проссер, в 1777 году София выйдет замуж за Ричарда Плоудена) он исполнил ещё в 1776 году, когда только начинал свою карьеру живописца. Также он написал портрет Гамильтона Гамильтона — сына Лукреции Проссер, вышедшей замуж за адмирала Чарльза Гамильтона. Несколько раз он запечатлел облик и самого адмирала.

## Особенности картины
Для картины Джеймса Норткота характерно мастерство композиции и оригинальность в трактовке сюжета, но среди современников он не почитался как выдающийся рисовальщик или колорист. Работая под непосредственным руководством Джошуа Рейнольдса, он оказался под влиянием творчества малоизвестного сейчас художника Джона Опи, которым он восхищался, хотя и воспринимал его как более успешного конкурента. На протяжении всей своей жизни он был преданным почитателем Тициана. Картина Норткота — хороший образец английской школы живописи конца XVIII — начала XIX века.
Для картины характерна некоторая театральность. Интерьер заполняют персонажи, похожие на действующих лиц спектакля, а тяжёлая парчовая ткань за их спиной напоминает раздвинутый занавес на театральной сцене .